# ぶちぶちシソンヌ
『ぶちぶちシソンヌ』は、広島ホームテレビ制作で2015年4月22日から2020年3月17日まで放送していたバラエティー番組。同局の深夜番組ゾーンである「よなよなテレビ」構成番組のひとつ。

## 概要
お笑いコンビシソンヌの初となる冠番組。
番組開始当初はシソンヌが広島を中心に様々な場所でコントを展開。また、グルメやエピソードトーク等、様々な企画を行なっていた。2017年4月より、シソンヌが広島の街に繰り出し出会った人達から「名言」を集めるロケ番組へリニューアルされた。
2016年8月2日の放送では、2016年6月19日にシソンヌじろうが投手役を務めた、日本生命セ・パ交流戦　広島東洋カープ対オリックス・バファローズ3回戦（マツダスタジアム）での始球式の模様がオンエアされた。
2019年5月21日放送の「レトルトカレーの固定概念を壊す超絶品カレーが登場」（ゲスト：ダイノジ大地洋輔）の回が番組史上最高視聴率8.5%を記録。
2020年3月17日をもって終了したが、秋田朝日放送でも約5年半遅れで2クールだけ放送された珍しいケースの番組となった。

## 出演者
- シソンヌ MC
- ゲスト
- ぶちぶちファミリー
  - 1号 指原莉乃
  - 2号 ムロツヨシ

## ネット局
| 放送地域 | 放送局                   | 系列  | 放送日時           | 放送期間                      | 備考                           |
| -------- | ------------------------ | ----- | ------------------ | ----------------------------- | ------------------------------ |
| 広島県   | 広島ホームテレビ（HOME） | ANN   | 火曜 24:15 - 24:45 | 2015年4月21日 - 2020年3月17日 | 制作局，よなよなテレビ枠で放送 |
| 青森県   | 青森朝日放送（ABA）      | ANN   | 日曜 24:55 - 25:25 | 2017年4月24日 - 2020年3月29日 | 12日遅れ                       |
| 千葉県   | 千葉テレビ放送（CTC）    | JAITS | 金曜 24:30 - 25:00 | 2018年1月5日 - 2020年6月12日  | 213日（約7か月）遅れ           |
| 秋田県   | 秋田朝日放送（AAB）      | ANN   | 月曜 24:50 - 25:20 | 2023年9月29日 - 2024年3月26日 | #91より約5年6か月遅れ          |
| 山口県   | 山口朝日放送（yab）      | ANN   | 木曜 24:15 - 24:45 | 2024年4月18日 -               |                                |
| 愛媛県   | 愛媛朝日テレビ（eat）    | ANN   | 日曜 24:55 - 25:25 | 2024年4月28日 -               |                                |

不定期放送
| 放送地域 | 放送局   | 系列  | 放送日時                    | 備考                  |
| -------- | -------- | ----- | --------------------------- | --------------------- |
| 東京都   | TOKYO MX | JAITS | 2017年11月3日 24:30 - 25:00 | #101を143日遅れで放送 |
| 東京都   | TOKYO MX | JAITS | 2018年7月21日 22:30 - 23:00 | #133を151日遅れで放送 |
| 東京都   | TOKYO MX | JAITS | 2018年8月4日 22:30 - 23:00  | #134を158日遅れで放送 |
| 東京都   | TOKYO MX | JAITS | 2019年5月5日 22:30 - 23:00  | #162を201日遅れで放送 |
| 東京都   | TOKYO MX | JAITS | 2019年6月16日 22:30 - 23:00 | #169を187日遅れで放送 |

## スタッフ
- ナレーション：植野行雄（デニス）
- ディレクター：岩津匡洋、岩崎陽介、高橋純、五月女詠美
- 構成：はりせ、平岡達哉、田中雄大、橋本圭太朗、石垣彩香
- CAM：柴田功二、平井雅司、三村友昭、渡晴男、大尾庸介、平良千夏、山口善弘、藤井智章、水谷元保、竺原功二、野村直大、船津雅俊、打越尚、澤田凱斗、塩野真紀、加藤祥太朗
- MIX：徳島聡志、真霜美幸、谷口貴三男、浅津宏典、本城宣彰、土渕裕貴、石井正洋、辰野雄一
- EED：牧原保、清水志保、杉澤安奈
- MA：大路雅也
- 音効：宮本大生、柳生佳祐
- タイトルCG：浅野丈
- 編成：土屋誠
- Web：襟立大貴、斎藤彩
- 宣伝：牧之内薫
- AD：榛葉崇太、宮前佑太、坂野萌音、加藤早織
- デスク：栗田智子
- 協力プロデューサー：菊井徳明
- プロデューサー：大道貴志、神夏磯秀、濱中健太
- 監修：白岩久弥
- 技術協力：戯音工房
- 車両協力：フォルクスワーゲン広島
- 車両提供：タイムズカーレンタル
- 協力：よしもとブロードエンタテインメント
- 制作協力：吉本興業
- 制作著作：広島ホームテレビ

過去のスタッフ
- AD：有瀬典崇、豊嶋慶悟、五月女詠美（→ディレクター）
- ディレクター：小島啓太、三原誠、前田一樹
- EED：杉澤安奈
- 編成：望月英男、石川健朗
- 広報：反田千佳子
- デスク：栖原望恵
- AP：米村唯
- プロデューサー：内田弦、奥村大樹

## DVD
- ぶちぶちシソンヌ（2016年3月23日、よしもとアール・アンド・シー、YRBN-91010）[15]
テレビ未公開シーンも収録
本編：168分/特典映像：46分
- ぶちぶちシソンヌ～名言バラエティ～（2019年5月15日、よしもとミュージックエンタテインメント、YRBN-91291）